# Carga Pesada
Carga Pesada é uma série de televisão brasileira produzida pela TV Globo, que conta as aventuras de uma dupla de caminhoneiros na estrada, Pedro e Bino, interpretados respectivamente por Antônio Fagundes e Stênio Garcia. A série foi exibida originalmente de 22 de maio de 1979 até 2 de janeiro de 1981, e teve um revival de maior sucesso, estrelado pelos mesmos atores, exibida de 29 de abril de 2003 até 7 de setembro de 2007. Em 2025 foi anunciado mais um revival, agora em uma versão feminina, protagonizada por Fabiula Nascimento e Thalita Carauta.

## Enredo

### Original e primeiro revival
Carga Pesada conta a história de Pedro (Antonio Fagundes) e Bino (Stenio Garcia), dois caminhoneiros que rodam pelas estradas brasileiras transportando mercadorias. 
Pedro é um aventureiro que se orgulha de não ter patrão e se anima com a dobradinha “mulher e diversão”. Passional, está sempre disposto a tomar o caminho mais drástico para a solução de um problema. Bino, ao contrário, é sensato e contemporizador. Na estrada, quando não está morrendo de saudades da mulher e dos filhos pequenos, tenta controlar os impulsos de Pedro e alertar o amigo para a realidade da vida, como as contas a pagar no final do mês.
Na primeira versão, os dois compram em sociedade o mais caro, mais potente e bem equipado caminhão do mercado à época: um Scania LK 141 V8. Para pagar as prestações mensais do veículo, a dupla transporta cargas pesadas em longas viagens através de estradas de terra ou caminhos improvisados, entrando em grandes histórias com mocinhos e bandidos.
Na segunda versão, Bino se tornou um pequeno empresário, dono de três caminhões, mas enfrenta um drama pessoal ao descobrir que está com câncer. Enquanto aguarda o resultado da biópsia para saber se o tumor é ou não maligno, e deparar com o medo da morte, ele decide se juntar ao seu antigo parceiro Pedro, ainda caminhoneiro e sócio em um Scania Jacaré, para uma última viagem de caminhão, mostrando as paisagens mais bonitas e as precárias condições das estradas do Brasil. Para isso, Bino vende o Jacaré e compra um Volkswagen Titan Tractor 18.310.
Tal e qual a compra do caminhão da primeira temporada, a dupla se envolve em romances e em outras enrascadas com bandidos para pagar as prestações da carreta.
Revezando-se ao volante, os dois enfrentam atoleiros, enchentes, dificuldades financeiras e assaltos. Durante os primeiros episódio dessa versão, Pedro tem um romance com Rosa (Patricia Pillar), viúva de um amigo que passa a dirigir após sua morte. O filho de Bino, Pedrinho, interpretado por Wagner Moura, também participa da segunda temporada.
O seriado abordava aspectos sociais, econômicos e ambientais, como a reforma agrária, prostituição, miséria, poluição, má conservação viária, violência contra mulher, trabalho escravo no Brasil e outras mazelas.

### Segundo revival
Eternizado com a história das aventuras de Pedro e Bino, agora chegou a vez das mulheres tomarem a estrada. Chica Coqueiro e Rosa Besourinho são duas caminhoneiras que viajam pelo Brasil para entregarem mercadorias, mas enfrentarão muitos entraves em seus caminhos, sendo eles o desafio do machismo em sociedade.

## Produção
A ideia do seriado surgiu em 29 de março de 1978, data de exibição do Caso Especial "Jorge, um Brasileiro". Original de Osvaldo França Jr., contava a história de um caminhoneiro que transportava cargas pelo interior de Minas Gerais. Este especial tinha produção de Nilton Cupello, direção de Paulo José e supervisão de Ziembinski.
Em geral, cada episódio contava com a participação de 30 pessoas, e as gravações duravam em média três dias. Algumas cenas eram feitas nos estúdios Herbert Richers, no Rio de Janeiro, mas quase 90% dos episódios foram gravados em externas, muitas delas noturnas.
Embora nas histórias Pedro e Bino viajassem por diferentes estados do Brasil, cada episódio era gravado em uma estrada do estado do Rio de Janeiro. Os autores faziam referências ao lugar onde se passava a trama por meio de indicações de caráter cultural e de comportamento. Percebe-se isso observando as várias vezes que eles paravam no posto Galop, na Rodovia Presidente Dutra, ou pelo relevo característico de morros, campos e serras peculiares. Nesse tempo, os atores tinham que se encarregar da direção de um caminhão de verdade, ficar de olho na estrada, lembrar-se do texto, além de ajudar a produção, segurando um refletor entre as pernas, enquanto um cinegrafista fazia as imagens pendurado do lado de fora do caminhão. O carreteiro Carlos Santos foi contratado para ajudar os atores a interpretarem o papel de caminhoneiros e ajudar nas cenas de condução para as gravações.
Antonio Fagundes e Stênio Garcia costumavam brincar de inventar situações difíceis um para o outro nas ocasiões em que escreviam os roteiros. Stênio Garcia lembra que, no episódio A Barricada, escreveu uma cena em que Pedro ficava preso com dois fugitivos da penitenciária dentro de um caixote cheio de cebolas, enquanto Bino, no volante do caminhão, tentava atravessar barreiras policiais. Para piorar, em determinado momento, os bandidos decidiam comer as cebolas do caixote, tornando os diálogos mais difíceis de serem encenados. Mais tarde, Antonio Fagundes deu o troco escrevendo uma história em que os dois caminhoneiros se viam atolados em um mangue, sem ter o que comer. Claro que coube a Bino a tarefa de entrar na lama para pescar caranguejos.
O caminhão da primeira temporada, o Scania V8, passou anos "perdido", rodou para o Uruguai, esteve no porto de Santos e achou-se até que este tinha tombado. Mas foi encontrado e comprado em 2015 por um entusiasta, que está reformando-o.
A Rede Globo, em 2003, construiu com a Volkswagen Caminhões e Ônibus, o Proteus, um estúdio móvel onde os atores poderiam encenar, enquanto viajavam pelas estradas do Brasil. Nesse caminhão-estúdio, há duas cabines: uma de verdade, onde fica o motorista, e uma outra cenográfica, onde ficam Stênio Garcia e Antonio Fagundes, cercados por câmeras, tudo sobre um chassi de ônibus VW 17.240 OT. Inicialmente, o projeto contava com uma cabine de Titan Tractor VW 18.310. mas em 2006 recebeu uma cabine do Constellation 19-320 Tractor, conhecido como "Bob Esponja".
A atriz Marilene Saade, mulher de Stênio Garcia, fez uma participação no episódio Roda Gigante, como uma pianista com um sério problema de saúde, por quem Bino se apaixona. Bruno Fagundes, que atuou no episódio Ser ou Não Ser, é filho de Antonio Fagundes e de Mara Carvalho.
Em 15 de maio de 2024, a TV Globo anunciou a gravação de um segundo revival da série, agora se passando em uma ótica feminina, trazendo Fabiula Nascimento e Thalita Carauta como as protagonistas, adotando os nomes Chica Coqueiro e Rosa Besourinho. Em 29 de maio de 2025, o texto foi aprovado e as gravações foram marcadas para setembro. Aline Guimarães e Renata Dias Gomes são as autoras da obra, assim como Mayara Aguiar assina a direção.

## Elenco
| Ator               | Personagem                                   | Temporadas                | Temporadas               | Temporadas                  |
| Ator               | Personagem                                   | Primeira versão (1979–81) | Segunda versão (2003–07) | Terceira versão (a definir) |
| ------------------ | -------------------------------------------- | ------------------------- | ------------------------ | --------------------------- |
| Antonio Fagundes   | Pedro Alves Gomes da Silva (Pedro da Boléia) |                           |                          |                             |
| Stênio Garcia      | Setembrino "Bino" Correia de Souza           |                           |                          |                             |
| Fabiula Nascimento | Chica Coqueiro                               |                           |                          |                             |
| Thalita Carauta    | Rosa Besourinho                              |                           |                          |                             |

### Participações especiais
Primeira versão
- Cidinha Milan - Lindalva (Dadá)
- Gabriel Henrique - Policial
- Ankito - Poema
- Marcos Frota - Caminhoneiro Justo
- José Dumont - Caminhoneiro
- Camilo Bevilacqua - Caminhoneiro
- Ivan de Almeida - Caminhoneiro
- Cyria Coentro - Déia
- Otávio Augusto
- Ary Toledo
- Ary Fontoura - Coriolano
- Rodolfo Arena
- Paulo Figueiredo
- Elizângela
- Kátia D'Angelo
- Isaac Bardavid
- Francisco Dantas
- José Mayer
- Liza Vieira - Janete
- Paulo Figueiredo
- Natália do Valle
- Tonico Pereira
- Ivan Mesquita
- Norma Blum
- Élcio Romar
- Clarisse Abujamra
- Antônio Pitanga
- Newton Martins
- Augusto Olímpio
- Reginaldo Faria
- Gracindo Júnior
- Bete Mendes
- Neuza Amaral
- Ana Lúcia Torre
- Vinícius Salvatori
- Lícia Magna
- Jessé Dantas

Segunda versão
- Patrícia Pillar - Rosa
- Wagner Moura - Pedrinho
- Ankito - Ivanildo
- Natália do Vale - Maria
- Milton Gonçalves - Aldo
- Cássia Kiss - Dora
- Yoná Magalhães - Edna
- David Cardoso - Tubarão
- Ângela Vieira - Rose DiCaprio
- Alexandra Richter - Helen
- Othon Bastos - Jamil
- Flávia Alessandra - Catarina
- André Mattos - Caminhoneiro
- Paulo César Pereio - Coronel Severino
- Cristina Fagundes - Cleusa
- Lúcia Alves
- Ruy Rezende - Zé Carreteiro
- Raymundo de Souza
- Felipe Camargo
- Paschoal Villaboim
- Stephan Nercessian
- Mário Schoemberger
- Zé Carlos Machado
- Vera Holtz - Catarina
- Bruno Mazzeo
- Tarcísio Filho - Jonas
- Gisele Fróes - Delma
- Zezé Polessa
- Jackson Antunes
- Kito Junqueira - Valdecir
- Isaac Bardavid
- Cláudia Mauro
- Roberto Bomtempo
- Reinaldo Gonzaga - Juvenal / Antônio Albuquerque de Jesus
- Graziella Moretto
- Carlos Bonow  - Carlão
- Tonico Pereira - Ademar
- Maria Helena Dias - Gina
- Virginia Cavendish
- Douglas Silva - Cid
- Sthefany Brito - Elisa
- Bruna Marquezine - Aline
- Angelita Feijó
- Antônio Fragoso
- Orã Figueiredo
- Miguel Nader - Policial

## Transmissão
A série era transmitida às terça-feiras no horário das 22 horas. A primeira versão da série, com um total de 54 episódios, tinha em sua equipe de criação Carlos Queiroz Telles, Gianfrancesco Guarnieri e Walter George Durst. A supervisão de texto era de Dias Gomes. Um programa de Daniel Filho e direção de Gonzaga Blota e Milton Gonçalves.
A série voltou a ser exibida a partir do dia 29 de abril de 2003, nas noites de terça-feira, até 30 de setembro do mesmo ano. Porém, a partir de 16 de abril de 2004, foi remanejada para as noites de sexta-feira, sendo escrita por Walther Negrão, Ecila Pedroso e Mara Carvalho, com supervisão de texto e colaboração de Walcyr Carrasco. Os realizadores da versão atual fizeram questão de frisar à época do lançamento que não se trata de um remake, mas sim de uma continuação da versão anterior, duas décadas depois.
Essa segunda versão do programa teve seu final anunciado em 2008, após o final da 5ª temporada, em 7 de setembro de 2007. O cancelamento foi causado pela agenda cheia dos atores principais, que estariam sendo usados em outros projetos da emissora. Apesar disso, o canal afirmou que o programa pode voltar.

### Reexibições
Carga Pesada foi exibido em países como Bolívia, Chile, Estados Unidos, França, Irlanda, Itália e Nicarágua. Em 1984, a TV Globo iniciou um intercâmbio com a Biblioteca do Congresso norte-americano ao doar vários de seus programas à instituição. Entre eles, estava um episódio de Carga Pesada, chamado O Velho Viana.
Cinco episódios da primeira versão foram reprisados no Festival 25 Anos, em março de 1990, com apresentação de Stênio Garcia. Cinco anos depois, de 27 a 31 de março de 1995, no Festival 30 Anos, foram também reprisados cinco episódios. A segunda versão foi reapresentada em forma de compacto, em dois capítulos especias, nos dias 28 e 30 de abril de 2015, no Festival Luz, Câmera, 50 Anos, substituindo Amores Roubados e sendo substituída por A Cura.
Está sendo reexibida desde 5 de janeiro de 2021 no Viva com exibições as terças-feiras na faixa das 17h45.

## Trilha sonora
A partir de uma pesquisa realizada com caminhoneiros de todo o Brasil por Rubens A. Bastos e Arnaldo Schneider, o diretor musical Guto Graça Mello selecionou para a trilha sonora de Carga Pesada onze canções de grande sucesso. "Frete", de Renato Teixeira, foi composta especialmente para o seriado.

### Primeira versão
- "Frete" - Renato Teixeira (tema de abertura) (versão instrumental)
- "Eu Vou Partir" - Os Filhos de Goiás
- "Caminheiro" - Sergio Reis
- "Nem Whisky, Nem Cerveja" - Rock & Ringo
- "A Vida Do Viajante" - Gonzaguinha / Luiz Gonzaga
- "Motorista De caminhão" - Léo Canhoto & Robertinho
- "Chega Morena" - Dominguinhos
- "Motorista Brasileiro" - Teixeirinha
- "Pescador e Catireiro" - Cacique & Pajé
- "Quem Sou Eu" - Duduca & Dalvan
- "Festival De Embolada" - Riberti

### Segunda versão
- "Frete" (tema de abertura) - Chitãozinho & Xororó (2003–2004).
- "Frete" (tema de abertura) - Renato Teixeira de (2005–2007).
- "Tá Liberado" - Bruno & Marrone
- "Sonho Lindo" - Sula Miranda
- "Na Sola Da Bota" - Rionegro & Solimões
- "Outra Vez" - Sérgio Reis
- "Te Amo Demais" - Leonardo
- "Rédeas Do Possante" - Marcos Paulo & Juliano
- "Namoro Escondido" - Maurício & Mauri
- "Sem a Sombra Da Dor" - Roberta Miranda
- "Hei!" - Grupo Tradição
- "Romaria" - Tonny Francis
- "Estradas" - Yassir Chediak
- "Vou Gastar Meus 10 Reais" - André & Adriano
- "Vai Se Chamar Saudade" - Antonio Fagundes
- "Saudade De Casa" - Alpha Beat
- "Parada Pra Descanso 2" - Alpha Beat

O ator Antonio Fagundes gravou a música Vai Se Chamar Saudade especialmente para a trilha sonora do programa.

## Spin-offs
Uma revista em quadrinhos foi publicada Rio Gráfica Editora, que chegou a ser desenhada por Julio Shimamoto e Flavio Colin.
Stênio Garcia chegou a reprisar seu papel como Bino em uma participação especial na telenovela Totalmente Demais (2015), onde dá uma carona a Elisa (Marina Ruy Barbosa) até o Rio de Janeiro.

## Na cultura popular
A frase "É uma cilada, Bino!",  dita por Pedro no episódio Companheiros, de 2003, acabou se tornando um meme na internet brasileira quando algo não é confiável. Criado para compensar o equivalente americano ao "It's a trap!", citação tirada de Star Wars.